# Mary Grace Quackenbos
Mary Grace Quackenbos Humiston rozená Winterton (17. září 1869 New York – 1948 New York) byla americká právnička, která se jako první žena stala státní zástupkyní Spojených států. Vystudovala práva na Newyorké Univezitě a byla vedoucí při odhalování peonáže na americkém jihu. Krátce byla známá jako „Mrs. Sherlock Holmes”, poté co vyřešila odložený případ zmizení Ruth Cruger v roce 1917 v New Yorku.

## Životopis

### Mrs. Sherlock Holmes
V pozdější kariéře, kdy byla známá již jako Grace Humiston, jí byla udělena přezdívka „Mrs. Sherlock Holmes”, poté co vyřešila případ zmizení osmnáctileté Ruth Cruger.
Ruth zmizela 13. února 1917. Policie případ vyšetřovala, ale brzy jej odložila. Případ měl velké mediální pokrytí, protože Ruth byla bílá dívka z dobré rodiny. Její zmizení bylo spojeno s obavami národa z „bílého otroctví”, které tehdy zachvátily celou zemi. Otec Henry Cruger policii podezříval, že případ jeho dcery nebyl dostatečně prošetřen. Vystavil proto odměnu 1000 dolarů a najal Grace Humiston, aby případ vyšetřila. Ta případ vzala pro bono, a poté co vyslechla několik obyvatel Harlemu a rozeznala rozmazanou zprávu na pijáku, rozhodla se prohledat sklep podezřelého Alfreda Cocchiho, kde našla tělo Ruth Cruger.
Henry Cruger poté nařkl NYPD z nedbalosti a následné vyšetřovní odhalilo, že mezi Cocchim a místní policií existovalo dlouhodobé schéma vzájemných služeb. Kvůli případu a následné veřejné klritice byla Grace Humiston v červenci roku 1917 jmenována zvláštní vyšetřovatelkou newyorského policejního oddělení, pověřenou pátráním po pohřešovaných dívkách.
V důsledku případu založila organizaci Morality League of America, která měla za úkol: shromažďovat a šířit fakta, která veřejnosti ukáže veřejnosti jakým nebezpečím čelí dívky ve Spojených státech; prošetřit a nahlásit úřadům stížnosti na pronásledování týkajícího se nemorálních podmínek, které existovaly v New Yorku a ve Spojených státech; naléhat na přijetí legislativy nezbytné k prosazování cílů organizace.

### Osobní život
Byla dvakrát vdaná. Poprvé za majora Henryho Forresta Quackenbose, kterého si vzala 5. července 1895 v New Yorku. Podruhé se stala manželkou Howarda Donalda Humistona 8. července 1911 v Limě v Peru.
Mary Grace Humiston zemřela v roce 1948 ve věku 77 let ve francouzské nemocnici v New Yorku. V době před smrtí žila v hotelu Vanderbilt. Je pohřbena na hřbitově Woodlawn Cemetery v Bronxu v New Yorku.

## V kultuře
- V televizním seriálu Timeless ji v epizodě„ Mrs. Sherlock Holmes” druhé série, ztvárnila herečka Sarah Sokolovic.
- V podcastu Criminal vyšla epizoda „Mrs. Sherlock Holmes” o Grace a jejím vyšetřování případu Ruth Cruger.[5]